# Toeloop
Toeloop je krasobruslařský pohybový prvek. Tento skok je oblíbený zvláště u krasobruslařů, kteří předvádí čtverné skoky. Řadí se do skupiny odpíchnutých skoků. Prvním skokanem čtverného toeloopa byl československý krasobruslař Jozef Sabovčík, kterému však nebylo toto prvenství připsáno. O rok později se stal právoplatným držitelem tohoto prvenství americký krasobruslař Kurt Browning.

## Historie skoku
Tento název vznikl spojením dvou slov: toe = špička a loop = klička.
Čtverný toeloop je u většiny světových krasobruslařů velice oblíbeným skokem. Velkou předností tohoto skoku je možnost šizení rotace na ledě.

## Provedení skoku
Je to jediný skok, u kterého je odrazová noha pravá. Často se mu přezdívá odpíchnutý Rittberger.
1. Nájezd– a) předchází přední vnější trojka a přešlap nebo b) přední vnitřní trojka bez přešlápnutí
2. Odraz – pravá noha stojná a zároveň odrazová noha se posouvá ke stojné noze a následně se vyhazuje před sebe
3. Rotace – následuje rotace, která začíná ihned po dokončení odrazu[zdroj⁠?!]